# Departamento de Ould Yengé
Ould Yengé es un departamento de la región de Guidimaka, en Mauritania. En marzo de 2013 presentaba una población censada de 68 341 habitantes. Está formado por las siguientes comunas, que se muestran asimismo con población de marzo de 2013:
- Bouanzé 11,047
- Boully 14,906
- Dafor 15,844
- Lahraj 7,526
- Leaweinat 3,852
- Ould Yengé 6,688
- Tektake 8,478[1]